# Воронцова-Фролова, Кларина Георгиевна
Кларина Георгиевна Воронцова-Фролова (6 марта 1898, Санкт-Петербург, Российская империя — 22 ноября 1974, Москва, РСФСР, СССР) — советская актриса театра и кино.

## Биография
Родилась 6 марта 1898 года в Санкт-Петербурге в рабочей семье.
В возрасте семнадцати лет поступила на работу сортировщицей в Гознак (Управление фабрик заготовления государственных бумаг). Спустя три года, не имея учебного образования, занялась театральной деятельностью. По неизвестной причине она была принята сначала в один театр, после чего служила во многих других.
В 1924 году переехала в Москву на постоянное жительство.
Ушла из жизни 22 ноября 1974 года в Москве. Похоронена на Ваганьковском кладбище (уч. 1).

## Фильмография
- 1939 — Высокая награда — зрительница в цирке
- 1941 — Как поссорился Иван Иванович с Иваном Никифоровичем — Агафья Федосеевна
- 1955 — Урок жизни — Настасья Ивановна
- 1957 — Летят журавли — гостья на вечеринке, которая нашла письмо Бориса
- 1958 — Жених с того света — женщина в очереди в регистратуре
- 1958 — Наш корреспондент — киоскёрша
- 1958 — По ту сторону — зрительница
- 1960 — Бессонная ночь — соседка Павла
- 1960 — Время летних отпусков — Анисья Даниловна
- 1960 — До будущей весны — болтливая тётка
- 1960 — Серёжа — тётя Женьки
- 1961 — Весна, цветы и, конечно… любовь — Луша
- 1962 — Без страха и упрёка — Марфа Алексеевна
- 1962 — Коллеги — тётя Люба
- 1962 — Путь к причалу — администратор гостиницы
- 1962 — Семь нянек — бабушка Майи
- 1963 — Это случилось в милиции — старушка-свидетельница
- 1963, 1964 — Русский лес — Сапегина
- 1965 — Друзья и годы — тётка
- 1966 — Королевская регета — бабушка Алёнки
- 1966 — Фитиль (№ 52) — женщина в очереди
- 1966 — Чёрт с портфелем — бригадирша
- 1967 — Доктор Вера — тётя Феня
- 1968 — Зигзаг удачи — соседка Орешникова
- 1968 — Золотой телёнок — пассажирка в трамвае